# Invernaderos de Gruson
Los Invernaderos de Gruson (en alemán: Gruson-Gewächshäuser, conocidos de un modo más formal como Gruson-Gewächshäuser Magdeburg Exotische Pflanzensammlung) es un jardín botánico de plantas exóticas de 4000 m² de extensión, albergadas en invernaderos en Magdeburgo, Alemania. 

## Localización
El complejo de varios invernaderos se ubica en:
Gruson-Gewächshäuser Schönebecker Strasse 129 b, Magdeburg-Magdeburgo, Sachsen-Anhalt-Sajonia-Anhalt, Deutschland-Alemania.
Se encuentran abiertos todos los días de la semana, excepto los lunes.

## Historia

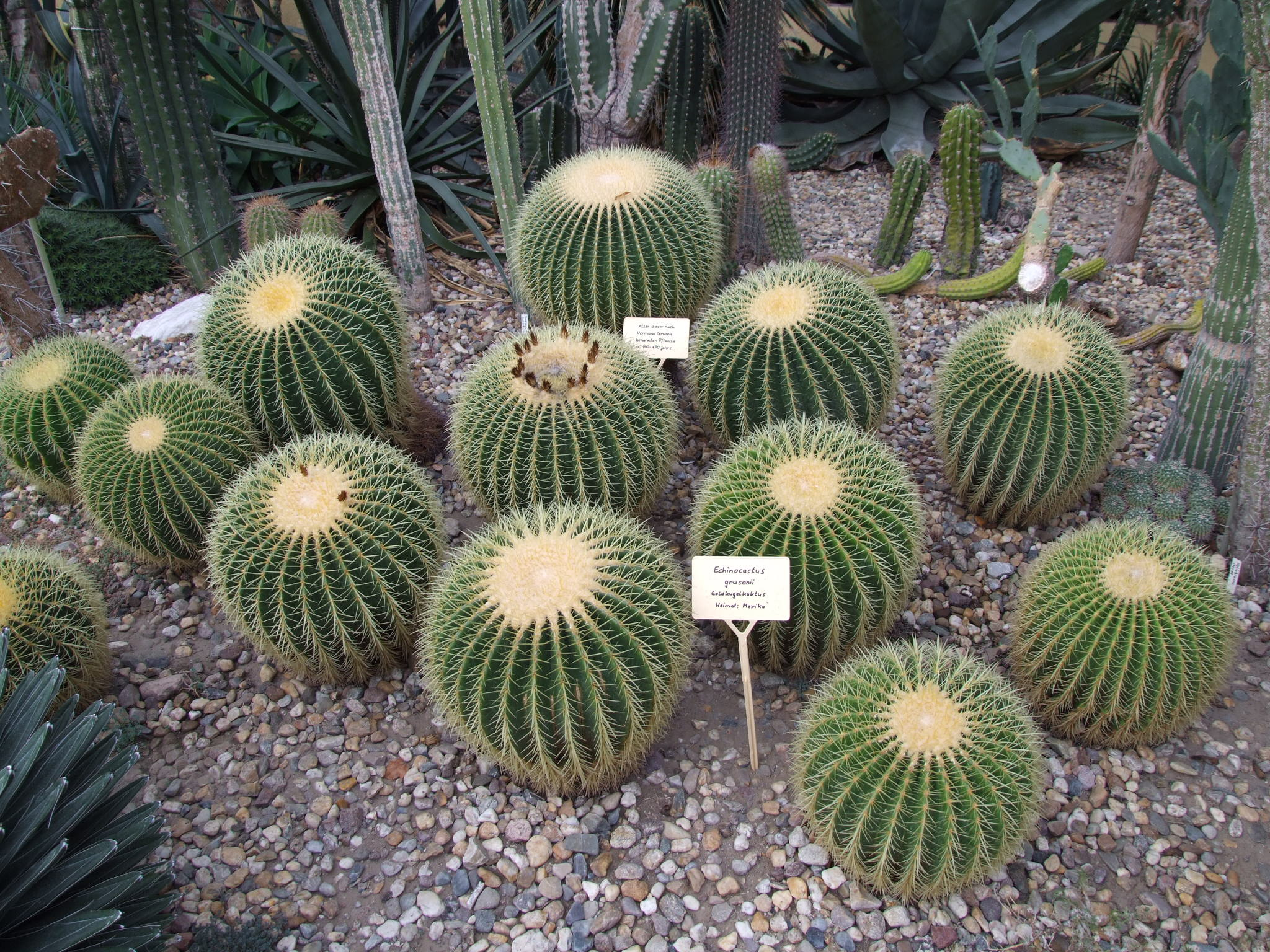
Grupo de Kroenleinia grusonii.

El jardín fue creado por el empresario y recolector de plantas Hermann Gruson, que a su muerte en 1895 legó su gran colección de suculentas y 100.000 Marcos a la ciudad de Magdeburgo. Los invernaderos se abrieron al público en 1896, con una casa de la Victoria agregada en 1910. 
Los invernaderos sufrieron unos destrozos severos durante la Segunda Guerra Mundial, con todos los cristales rotos, y la casa de la palmera destruida totalmente. Sin embargo para el verano de 1945, sus Casas del cactus y de las suculentas abrieron de nuevo, al igual que la casa tropical. Otras casas fueron restauradas gradualmente, como la "Casa de la palmera" reconstruida en 1986. 

## Colecciones
Actualmente el jardín mantiene unas 10 salas de exhibición (con una extensión de 4000 m²) que albergan unas 3000 especies de aproximadamente 350 géneros. Siendo de destacar entre sus colecciones :
- Casa de los Cactus - con 400 especies de cactus, incluyendo un cactus bola dorada (Kroenleinia grusonii) de 150 años de edad nombrado en honor de Gruson.

- Casas Tropicales - contiene plantas tropicales incluyendo bananas, cocos, guayabas, pimienta, ananás, árboles del caucho, y batatas dulces.

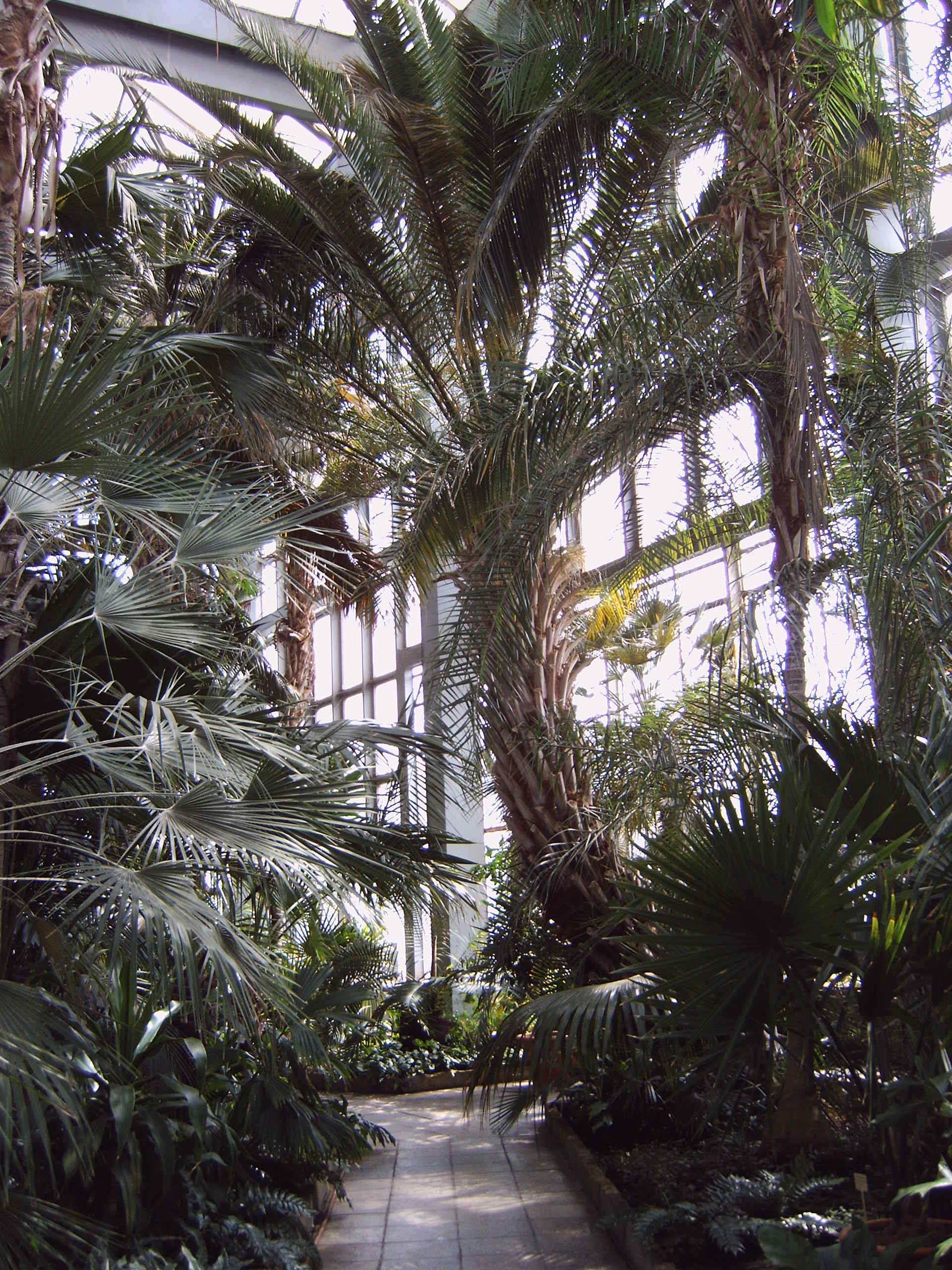
Interior de la Casa de la Palmera.

- Casa de la Victoria - Victoria amazonica, además de plantas de lotos, mimosa, arroz, y caña de azúcar.

- Casa de la Palmera (con 16 metros de altura) - muchas especies de palmeras y bambú gigante.

- Invernaderos de Gruson - 400 especies de bromelias, aves exóticas, y palmeras enanas.

- Casa de los helechos - una amplia representación de helechos, algunos de ellos de más de 130 años, además una colección de Cycas.

- Casa Mediterránea - plantas procedentes de la región mediterránea, incluyendo camelias, cítricos, árboles frutales, laurel, y mirtos.

En un anexo, se albergan acuarios y terrarios. El acuario de mayor tamaño representa un paisaje de un río con los peces más comunes del río Elba. Sus colecciones también incluyen cocodrilos del Nilo, tortugas, y pirañas.